# Front Cívic Unit (Tanzània)
El Front Cívic Unit (suahili: Chama Cha Wananchi, significa literalment Partit dels Ciutadans, en anglès: Civic United Front o CUF) és un partit liberal en Tanzània. Encara que té una base nacional, la major part del suport del CUF prové de les illes de Zanzíbar, Unguja i Pemba. El partit és membre de la Internacional Liberal.

## Història
El Front Cívic Unit es va formar el 28 de maig de 1992 mitjançant la fusió de dos moviments existents: KAMAHURU, un grup de pressió per a la democratització de Zanzíbar, i el Moviment Cívic, una organització de drets humans amb seu en el continent.
Molts dels líders del CUF eren antics partidaris del partit governant Chama Cha Mapinduzi (CCM), alguns dels quals havien estat expulsats per disputes sobre la política del partit i del govern. El partit va rebre ple reconeixement el 21 de gener de 1993.

## Lideratge
- Ibrahim Lipumba, President Nacional
- Abass Juma Muhunzi, Vicepresident[3]
- Magdalena Sakaya, Secretària General Adjunta (Tanzània continental)
- Nassor Mazrui, Secretari General Adjunt (Zanzíbar)Lipumba (esquerra) i Hamad (dreta) en una conferència de premsa en Pemba després de la seva victòria en les eleccions parcials.

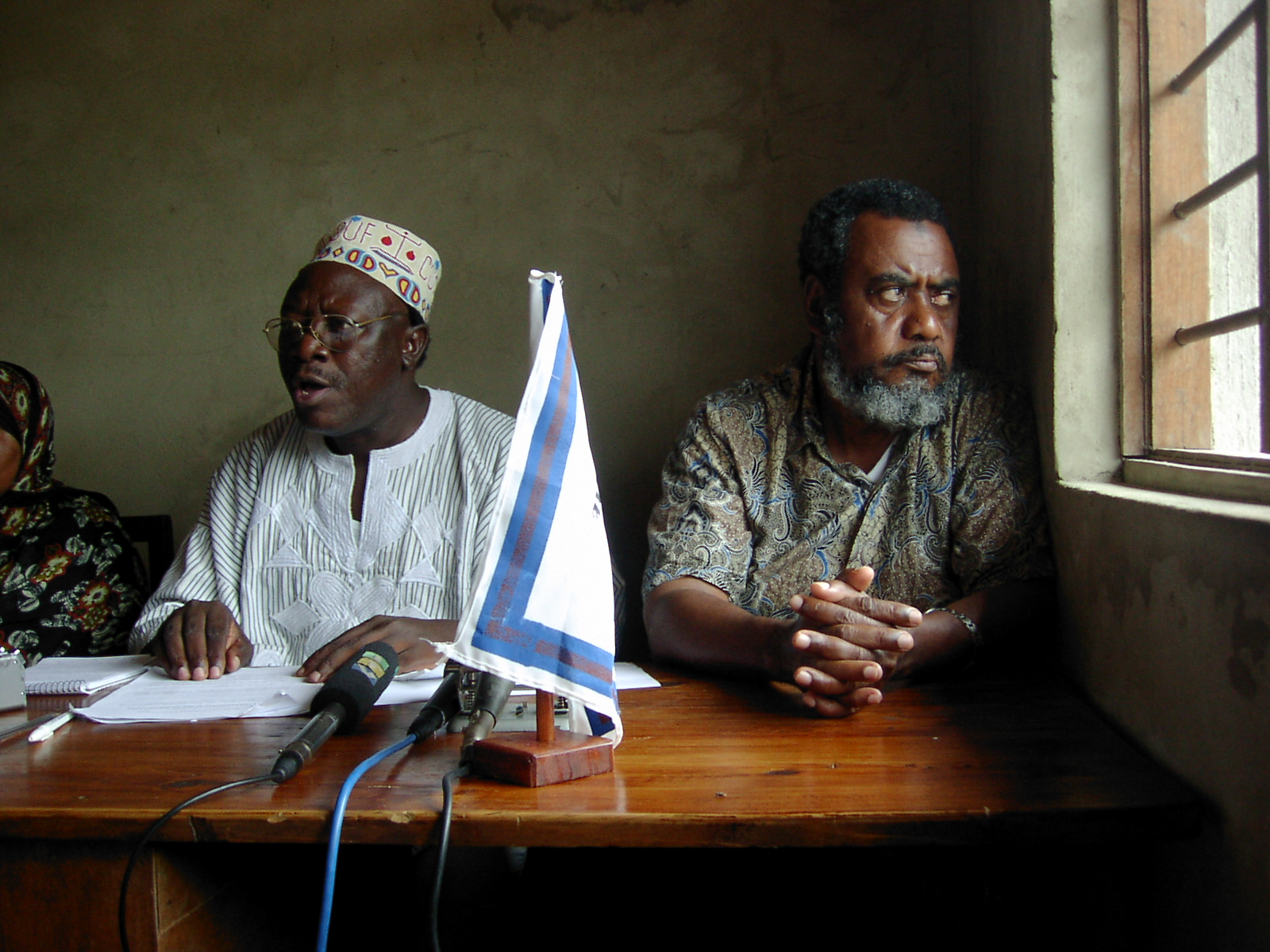
Lipumba (esquerra) i Hamad (dreta) en una conferència de premsa en Pemba després de la seva victòria en les eleccions parcials.

## Història electoral

### Eleccions presidencials
| Elecció | Candidat de partit | Vots               | %                  | Resultat           |
| ------- | ------------------ | ------------------ | ------------------ | ------------------ |
| 1995    | Ibrahim Lipumba    | 418,973            | 6.43               | Derrota            |
| 2000    | Ibrahim Lipumba    | 1,329,077          | 16.26              | Derrota            |
| 2005    | Ibrahim Lipumba    | 1,327,125          | 11.68              | Derrota            |
| 2010    | Ibrahim Lipumba    | 695,667            | 8.28               | Derrota            |
| 2015    | No es va presentar | No es va presentar | No es va presentar | No es va presentar |
| 2020    | Ibrahim Lipumba    | 72,885             | 0.49               | Derrota            |

### Eleccions d'Assemblea nacional
| Elecció | Vots      | %     | Escons   | +/– | Posició | Govern   |
| ------- | --------- | ----- | -------- | --- | ------- | -------- |
| 1995    | 323,432   | 5.02% | 28 / 285 | Nou | 3r      | Oposició |
| 2000    | 890,044   | 12.54 | 21 / 285 | 9   | 2n      | Oposició |
| 2005    | 1,551,243 | 14.3  | 30 / 323 | 9   | 2n =    | Oposició |
| 2010    | 818,122   | 10.61 | 36 / 357 | 6   | 3r      | Oposició |
| 2015    | 1,257,765 | 8.63  | 42 / 393 | 6   | 3r =    | Oposició |
| 2020    |           |       | 2 / 393  | 40  | 4t      | Oposició |